# قهسارة (برزاوند)
قهسارة (بالفارسية: قهساره) هي قرية تقع في إيران في قسم برزاوند الريفي. يقدر عدد سكانها بـ 129 نسمة بحسب إحصاء 2016.